# Calanca
Calanca ist eine politische Gemeinde im Schweizer Kanton Graubünden. Sie gehört zur Region Moesa.

## Geografie
Die Gemeinde Calanca befindet sich im mittleren Abschnitt des Calancatales, eines Seitentals des Misox. Sie gehört politisch zur Region Moesa. Der tiefste Punkt liegt auf 763 Meter über Meer an der Calancasca und der höchste auf 2'953 Meter über Meer auf einem Vorgipfel des Torent Alto.
Nachbargemeinden sind Buseno, Grono, Lostallo, Rossa, San Vittore, Santa Maria in Calanca und Soazza im Kanton Graubünden sowie Riviera im Kanton Tessin.

## Geschichte
Die Gemeinde Calanca ist auf den 1. Januar 2015 durch einen Fusionsvertrag mit vier politischen Gemeinden gegründet worden. Sie setzt sich aus den ehemaligen Gemeinden Arvigo, Braggio, Cauco und Selma zusammen.

## Bevölkerung
| Bevölkerungsentwicklung | Bevölkerungsentwicklung | Bevölkerungsentwicklung | Bevölkerungsentwicklung | Bevölkerungsentwicklung | Bevölkerungsentwicklung | Bevölkerungsentwicklung | Bevölkerungsentwicklung | Bevölkerungsentwicklung |
| ----------------------- | ----------------------- | ----------------------- | ----------------------- | ----------------------- | ----------------------- | ----------------------- | ----------------------- | ----------------------- |
| Jahr                    | 2010                    | 2011                    | 2012                    | 2013                    | 2014                    | 2015                    | 2016                    | 2021                    |
| Einwohner               | 218                     | 214                     | 205                     | 206                     | 187                     | 187                     | 192                     | 197                     |